# SHA-3
SHA-3 (Secure Hash Algorithm 3) – kryptograficzna funkcja skrótu wyłoniona w 2012 roku w ramach konkursu ogłoszonego przez amerykański NIST.

## Historia
Konkurs na SHA-3 rozpoczął się w 2009 roku. Zgłoszono do niego 30 kandydatów. W 2012 roku NIST wyłonił jako zwycięzcę algorytm Keccak.

## Charakterystyka
Algorytm Keccak charakteryzuje się wyższą wydajnością niż SHA-2 zarówno w implementacjach sprzętowych jak i programowych (różnica sięga 25-80% w zależności od procesora i implementacji). Keccak ma architekturę „gąbki” (ang. sponge construction) — bloki wejściowe są stopniowo „wchłaniane” w kolejnych etapach i mieszane z dużym rejestrem stanu. Blok wyjściowy jest konstruowany w podobny sposób, przez „wyciskanie” kolejnych fragmentów danych wyjściowych z rejestru stanu, wielokrotnie go mieszając pomiędzy wyciskanymi blokami. Wchłanianie i wyciskanie odbywa się na małej części rejestru stanu poprzez wykonanie funkcji binarnej alternatywy wykluczającej (xor) z danymi wejściowymi lub odczyt tej samej małej części przy odczycie danych wyjściowych. Pozostała część stanu nigdy nie jest bezpośrednio używana do konstrukcji danych wyjściowych ani nie oddziałuje bezpośrednio z danymi wejściowymi.
Funkcja mieszająca stanu (funkcja f na rysunku), składa się z wielokrotnej aplikacji funkcji rundy (do 24 razy w przypadku największej wersji algorytmu). Każda runda z kolei składa się z kompozycji 5 prostych i wydajnych w implementacji funkcji, które dokonują odwracalnych permutacji, rotacji, mieszań albo dyfuzji. Ostatnia z tych funkcji w rundzie dodatkowo jest parametryzowana stałą wartością zależną od numeru rundy (i wersji algorytmu) w celu usunięcia symetrii z funkcji rundy.
Dane wejściowe są dopełniane do całkowitej wielokrotności liczby bitów w pojedynczym bloku przy pomocy prostego schematu dopełniania zwanego „101”: do ciągu danych wejściowych w postaci ciągu binarnego dopisz bit o wartości 1, następnie bity o wartości 0, aż do przedostatniego bitu w pełnym bloku, następnie dopisz bit o wartości 1 dopełniając blok całkowicie.

## Implementacje
Dostępne są implementacje w językach: C/C++, Java, VHDL, Python, Rust, Cryptol, .NET C#.